# Pyrazoline
La pyrazoline est un composé hétérocyclique de formule C3H6N2. Elle est constituée d'un cycle à cinq atomes, avec trois atomes de carbone et deux d'azote, ces derniers étant voisins,avec une liaison double sur le cycle. Du fait des diverses possibles positions de cette liaison double, la pyrazoline existe sous la forme de trois isomères.
| Pyrazoline     |                                   |                         |                         |
| Nom            | 1-Pyrazoline                      | 2-Pyrazoline            | 3-Pyrazoline            |
| Autre nom      | 4,5-dihydro-3H-pyrazole           | 4,5-dihydro-1H-pyrazole | 2,3-dihydro-1H-pyrazole |
| Représentation |                                   |                         |                         |
| Numéro CAS     | 2721-43-9                         | 109-98-8                | 6569-23-9               |
| Numéro CAS     | 36118-45-3 (isomère non-spécifié) |                         |                         |
| PubChem        | 338                               | 7420                    | 135                     |
| Formule brute  | C3H6N2                            | C3H6N2                  | C3H6N2                  |
| Masse molaire  | 70,095 g·mol−1                    | 70,095 g·mol−1          | 70,095 g·mol−1          |

Les pyrazolines sont l'une des deux familles d'isomères des diazolines, les composés hétérocycliques à cinq avec deux atomes d'azote et une liaison double, l'autre étant les imidazolines.